# Csontos László
Csontos László (Gige, 1953. február 13. – Jéna, 1997. május 23.) magyar szociológus, közgazdász  a Marx Károly Közgazdaságtudományi Egyetem és a Közép-európai Egyetem tanára, iskolateremtő oktató, kutató.

## Életpályája
Csontos László 1953. február 13-án született Kaposváron, a várostól 20 kilométerre levő Gige községben nőtt fel. 1967 és 1971 között a kaposvári Táncsics Mihály Gimnáziumba járt. Érettségije után felvették a Marx Károly Közgazdaságtudományi Egyetemre, ahol – az 1971-72-ben Kalocsán letöltött egy éves katonai szolgálata után – 1972-ben kezdte meg tanulmányait.
Az egyetemen Bertalan László diákjai közé tartozott, az ő személyisége, tanítása  és szociológiai kurzusai meghatározóak voltak a számára. Számos közgazdasági és szociológiai alapmunkát fordított magyarra, vagy szaklektorálta és szerkesztette azok magyar nyelvű megjelenését.
Egyetemi évei alatt szakmai gyakorlatát kétszer is a Magyar Tudományos Akadémia Szociológiai Intézetében töltötte.
Egyetemi diplomáját 1977 őszén védte meg, szakdolgozatának címe „A módszertani individualizmus néhány problémája” volt.  A kiemelkedő színvonalú dolgozat első részében a módszertani individualizmussal kapcsolatos ötvenes, hatvanas években, elsősorban angolszász folyóiratokban zajló vitákat tekintette át, a második részben a közgazdaságtudomány módszereihez szorosabban kapcsolódó, a módszertani individualizmussal összefüggő, azzal gyakran egybemosott, de – Csontos László szerint – attól megkülönböztetendő módszertani programot mutatta be, míg a harmadik részben egy fogalomalkotási módszert, a struktúrafogalom felépítését mutatta be.
Ezt követően elvégezte az Eötvös Loránd Tudományegyetem szociológia szakát is, 1981 januárjában diplomázott, majd 1982-ben ugyanott summa cum laude minősítéssel egyetemi doktori fokozatot szerzett. Doktori disszertációjának címe „A kollektív fogalmak logikájáról”. 
A Marx Károly Közgazdaságtudományi Egyetem Szociológia Tanszékén 1978-ban kezdett el dolgozni tudományos segédmunkatársként, 1982-től tudományos munkatárs volt, 1988 és 1994 között amerikai tanulmányai miatt fizetés nélküli szabadságon volt, majd 1994-től docens lett (mellékfoglalkozásban). 
Tudományos tájékozódásának nyelvi korlátja alig akadt, 1981-ben már angol, német, olasz, orosz és francia nyelven is követte a szakirodalmat. 
1988-tól 1993 őszéig a Connecticut Egyetem Közgazdaságtudományi Tanszékének doktori iskolájában tanult Storss-ban. Mentora Richard Langlois volt, akivel később közös cikket is készített. A PhD-képzésen való részvétel mellett a Connecticut Egyetemen 1988-1989-ben kutatási asszisztens volt, közben 1988-1989-ben középfokú mikroökonómiát, valamint egy a mikro- és makroökonómia alapjaiba bevezető tárgyat tanított. 1991-ben amerikai gazdaságtörténet témamegjelöléssel tanársegéd lett. Oktatott vállalati szervezettel (industrial organizations) és közpénzügyekkel kapcsolatos tárgyakat is. 1992-ben vendégoktatóként (adjunct professor) dolgozott a University of Hartfordon, majd 1992 és 1994 között a Lyndon State College-ban (mai neve: Vermont State University Lyndon Campus) oktatott tanársegédi állásban. 
1993 augusztusában a Connecticut Egyetemen közgazdasági PhD-fokozatot szerzett „Bent a fekete dobozban: a belső szervezet közgazdaságtana” (Inside the Black Box of the Firm: The Economics of Internal Organization) című disszertációjával. 
Korábbi munkahelyén, amit akkor már Budapesti Közgazdaságtudományi és Államigazgatási Egyetemnek hívtak, még hazatérése előtt Andorka Rudolf kezdeményezésére mellékállású egyetemi docensi kinevezést kapott. 1994 őszétől meghatározó munkahelye Kis János hívására a távolléte alatt létrejött Közép-Európai Egyetem lett, ahol a közgazdaságtan és politikatudomány professzoraként dolgozott. Nem csak tanárként, hanem az oktatás szervezésében is jelentős feladatokat vállalt magára: a közgazdasági képzés fejlesztése mellett kiemelkedő szerepet játszott a politikatudományi tanszék doktori programjának beindításában is. Egyetemi óráin többnyire játék- és döntéselmélet, mikro- és makroökonómia témákban oktatott, valamint "Formális modellek a társadalomkutatásban”, illetve „A társadalomkutatás története és metodológiája” témában vezetett tárgyakat. 
Részmunkaidőben az OTP elnöki tanácsadójaként tevékenykedett.    
1995-ben elvégezte a Harvard Egyetem Gazdaságpolitika és menedzsment kurzusát.
1997 márciusában egy konferencián vett részt Jénában, és ott érte a halál.

## Szakmai munkássága

### Oktatási tevékenysége
Legfontosabb és legnagyobb hatású saját egyetemi kurzusait „A közjavak problémája és a kollektív cselekvés elmélete”, illetve „Szituációs-logikai modellek a társadalomtudományban” címmel tartotta. A közjavakról szóló előadások nem csak annak ökonómiai és szociológiai elméleteire tértek ki, hanem Csontos László részletesen bemutatta a diákoknak a közjavak realizálásának különböző modelljeit, empirikus típusváltozatait és a sikeres kollektív cselekvés szociológiai és társadalomlélektani előfeltételeit. A szituációs logikai modellekről szóló kurzusa a különböző társadalomtudományi magyarázattípusok után a döntéselméleti előzményeket és a preferenciák különböző empirikus típusváltozatait mutatta be, majd a játékelmélet alapjait, és a lehetséges társadalomtudományi alkalmazások sorát. Ezeknek a Magyarországon akkoriban úttörőnek számító kurzusoknak a tananyaga soha nem jelent meg nyomtatásban, hallgatói viszont legépelték és terjesztették azt egymás között. Előadásvázlatai online elérhetők.
Amerikából hazatérve, a hazai felsőoktatás és felnőttképzés belterjességének oldása és az oktatás színvonalának emelése érdekében Csontos László fontosnak látta, hogy minél több korszerű tankönyv segítse az oktatók munkáját. Az ő javaslata nyomán került lefordításra és épült be az egyetemi tananyagba pl. Gary J. Miller „Menedzserdilemmák” (Aula Kiadó, 2002) és Meir Kohn „Bank és Pénzügyek, Pénzügyi Piacok” című könyve (Osiris Kiadó, 1998). A könyvkiadáshoz kapcsolódó előkészítő munkában korai haláláig aktív szerepet vállalt.
Oktatóként különösen szívügyének tekintette a racionális döntések elméletének, a játékelmélet társadalomtudományi alkalmazásának és a közösségi döntések elméletének magyarországi megismertetését. Az irányzat több fontos írása az ő válogatásában jelent meg először magyarul „A racionális döntések elmélete” című kötetben (Osiris kiadó – Láthatatlan kollégium, 1998). Egyetemi óráin mindig a módszertani szabatosságra, a logikai tisztaságra és az empirikus szempontok együttes érvényesítésére törekedett. Bár tudása általában a környezete előtt járt, mindig kíváncsi volt mások véleményére és törekedett az ellenérvek megértésére. Hallgatóival folytatott beszélgetéseiben is mindig a lényeg megragadása és az értelmes diskurzus kialakítása lebegett a szeme előtt. Igazi mester-típusú oktatónak tartották. Kis János az alábbiakat mondta a ravatalánál:
„A mestert nemcsak tudásának tágassága teszi, hanem gondolkodásának logikai tisztasága is. Nem engedi meg magának, de a tanítványnak sem a maszatolást. Nem tűri a fogyatékosságok ügyes elkenését. Laci az elemeknél kezdte a kurzusait, kockáról kockára építkezett, míg eljutott a nem várt – de most már szilárdan birtokolt – tételekhez. Soha nem hagyta, hogy érdekes paradoxonok letérítsék a logika megkívánta útról. Ugyanezt várta a tanítványaitól is. Úgyhogy nagyon sokat követelt tőlük. És mégis, nem csak becsülték: szerették és vonzódtak hozzá. Sírtak, amikor hírét vették a halálának. Ez azért volt, mert ő is szerette a diákjait. Szeretettel és beleérzéssel fordult feléjük. Úgy volt igényes velük, hogy abban gyengédség és kedvesség volt, meg valami mindent feloldó, szelíd humor. Ilyen volt velünk is, a társaival. Tanárosan szigorú, és ugyanakkor végtelenül figyelmes. Odaadó, amikor a másikról volt szó, és szemérmesen visszahúzódó, amikor róla magáról..” (Kis János)

### Kutatói munkássága
Csontos Lászlónak viszonylag kevés publikációja jelent meg, már csak azért is, mert PhD dolgozatának megvédése után korai halála miatt alig több mint három évig kutathatott, miközben folyamatosan oktatott is. Kutatói munkássága az idő rövidsége ellenére a szociológia és a közgazdaságtan területén számos témát lefed. Tudományos sokoldalúságát és az elvégzett munkát jól jellemzi az a néhány mondat, amelyet tanítványai, Gál Róbert Iván és Szakadát László írtak róla visszaemlékezésükben a Csontos László írásainak szentelt emlékkötet előszavában:
„Látszólag keveset hagyott hátra: könyvet nem írt, tanulmányainak száma csekély, tanítványai még keveset bizonyítottak. Kortársai számára azonban megkerülhetetlen tekintély, a fiatalabbaknak pedig meghatározó viszonyítási pont. A legnagyobbak egyike a pályatársak közül. Mintha mindenhez értett volna: logikához, ismeretelmélethez, erkölcsfilozófiához, társadalom-bölcselethez, szociológiához, közgazdaságtanhoz, matematikai statisztikához. ... közgazdászként és szociológusként episztemológiai kérdésekről írt disszertációt, ezt tanította éveken át az egyetemen, és erről értekezett azokban a bevezetőkben, amelyeket klasszikus társadalomelméleti művekhez írt. Az ilyesmi persze kitolja az un. önálló kutató munka kezdetét. Nem lehet addig hiteles válaszokat adni a társadalom kérdéseire, amíg nem tisztáztuk a kérdések felvetésének, a fogalomalkotásnak és a magyarázatok felépítésének szabályait.”
Csontos László oktatóként jelentős erőfeszítéseket tett a racionális döntések elméletének, a kapcsolódó modelleknek, és magának a metodológiai paradigmának a megismertetése érdekében. Úgy látta, hogy Magyarországon a játékelméletnek, a közösségi döntések elméletének és általában a társadalomtudományok közgazdasági ihletésű modelljeinek az ismerete még a kilencvenes években is messze elmaradt az elvárhatótól. Ennek a társadalomtudományi paradigmának fontos alapvetése a módszertani individualizmus alapposztulátumainak következetes érvényesítése, ami az egyént és az individuális cselekvést helyezi az elemzés centrumába, és elutasítja a holizmus különféle változatait, mert a társadalomtudományi magyarázatok esetén alapvető módszertani elvárásnak tekinti, hogy a vizsgált jelenségeket sikerüljön visszavezetni egyéni vágyakra, szándékokra, preferenciákra. E munkának a nehézségeiről szólt egyik tanulságos előadása, ami „Túl jón és rosszon: a racionális döntések elméletének recepciója Magyarországon” címmel jelent meg a Közgazdasági Szemle 1996 áprilisi számában.
Csontos László kutatói érdeklődése a kilencvenes években elsősorban vállalati, szervezeti, intézményi közgazdaságtani, szabályozási, közpénzügyi kérdések felé fordult. Több kutatást indított el kollégák, tanítványok bevonásával. Az egyik ezek közül a privatizáció és a hierarchikus gazdasági szervezetek változó belső szerkezetének az összefüggéseit igyekezett analitikus és empirikus eszközökkel feltárni (ebben a témában egy 1993 és 1996 között folytatott OTKA kutatás témavezetője is volt), például a járadék- és befolyásszerzési törekvések és a tulajdonosváltás kapcsolatait. Egy másik kutatása a közpénzügyek területére fókuszált. 1995-ben jelent meg cikke Fiskális illúziók, döntéselmélet és az államháztartás reformja címmel a Közgazdasági Szemle, 1995. 12. számában. Ebben a cikkében hangsúlyozta milyen jelentős veszélyeket rejtenek a magyar társadalomban jelentősen elterjedt fiskális illúziók és a pénzügyi kultúra fejletlensége. A cikk megjelenését követően tanítványa, Tóth István György összeismertette Kornai Jánossal, aki az államháztartási reform lehetőségeit kutatta. Ebből az együttműködésből született az először Csontos és Kornai által vezetett „Állam és polgárai” kutatás-sorozat, amelynek a keretében számos publikációjuk született, tudományos közlemények és népszerűsítő írások formájában is. A kutatás egyik célja azon elméleti modellek tesztelése volt, melyek a jóléti programok nagyfokú támogatottságának egy részét a szavazópolgárok adókkal és állami kiadásokkal kapcsolatos tájékozatlanságának tudják be. A kutatók nagy hangsúlyt helyeztek arra, hogy a válaszadóknak a hazai szakirodalomban honos kérdezési formák mellett úgy is bemutassák a jóléti ellátásokkal kapcsolatos alternatívákat, hogy az őket érintő költségekkel minél jobban tisztában legyenek. Az 1996-os vizsgálat eredményei szerint az állampolgárok adókkal és állami kiadásokkal kapcsolatos tájékozottsága meglehetősen hiányos és nagymértékben támogatják a legtöbb jóléti intézmény fenntartását. Ugyanakkor, ha a válaszolók a kérdezés során több információhoz jutnak az egyes programok adóköltségeiről, és a jóléti szolgáltatások alternatív piaci megoldásai közül is módjuk van választani, nagyobb eséllyel támogatják jóléti állam visszaszorítását. Az 1996-os felmérés eredményeinek közlése és a társadalompolitikai tanulságok levonása nagy visszhangot váltott ki a témával foglalkozó hazai kutatók és szociálpolitikusok körében és később külföldön is. 
Hasonló felvilágosító törekvés állt egy másik kutatási kezdeményezése mögött, ahol szerzőtársaival, László Gézával és Király Júliával, azokat a közkeletű elképzeléseket igyekeztek bemutatni, amelyek a „pénzvilág uralmáról” szóltak, és amelyek gyakran elvonták a figyelmet a pénzügyi rendszer intézményi fejlődésének azokról az új kutatási eredményeiről, amelyek lehetővé tették a felgyorsult intézményi változások, a pénzügyi válságok és a másik oldalon a szabályozás fejlődésének, működési problémáinak jobb megértését. A közös munkából két publikáció született, amelyet már – Csontos László halála miatt – szerzőtársai fejeztek be és publikáltak a Beszélőben és a Közgazdasági Szemlében.
Publicisztikáiban, esszéiben a társadalomtudományos ismeretterjesztés jegyében a nyugdíj-finanszírozási rendszerekről, a jegybanki függetlenség jelentőségéről, a modern pénzügyi rendszer fejlődésének kérdéseiről és a politika tanulmányozásának közgazdaságtani módszereiről, annak előnyeiről és korlátairól fogalmazott meg ma is aktuális gondolatokat.

## Díjai
- 1987-ben oktatói munkásságáért miniszteri dicséretben részesült.
- A Közép Európai Egyetem a legkiválóbb tanár (Optimi Professoris) címmel emlékezett meg róla 1997 júniusában.
- 2000-ben a Magyar Szociológiai Társaság Polányi Károly-díját nyerte el posztumusz az 1999-es év legjobb hazai publikációjáért.[6]

## Szervezeti tagságai
- 1990-től tagja volt az Amerikai Közgazdasági Társaságnak.

## Emlékezete
- Csontos László írásainak számottevő része megjelent a neki emléket állító posztumusz kötetben:
- Csontos László: Ismeretelmélet, társadalomelmélet, társadalomkutatás. (Szerkesztette: Szántó Zoltán, szerkesztésben közreműködött és az előszót írta: Gál Róbert Iván és Szakadát László) Budapest, Osiris, 1999.
- Csontos László diákjainak és kollégáinak kezdeményezésére 2000-ben a Közép-Európai Egyetem politikatudományi tanszéke, a Tárki, valamint a Budapesti Közgazdaságtudományi Egyetem szociológia és szociálpolitika tanszéke közösen emlékkonferenciát rendezett. Ennek a konferenciának az előadásai itt jelentek meg:
- Gál Róbert Iván és Szántó Zoltán (szerk) (2003): Cselekvéselmélet és társadalomkutatás. Budapest: Közgazdasági Szemle Alapítvány

## Írásai
1979
- ''„A XVIII. századi brit morálfilozófia antológiája”. Világosság, 20. évf, 1. sz. 47-51. o.

1982
- „Előszó az Olson, M.: A kollektív cselekvés logikája''” című kötethez. Művelődési Minisztérium.

(Megjelent még: Csontos-emlékkötet, 13-14. o.)
1984
- „Előszó a Hirschman, A. O.: Kivonulás, tiltakozás, hűség című kötethez”. Művelődési Minisztérium.

(Lásd még Csontos-emlékkötet, 15-16. o.)
- „Előszó a Munkamegosztás – kooperáció – technika című kötethez”. Művelődési Minisztérium.

1986
- „Előszó a Popkin, S.: Racionális paraszt című kötethez”. Művelődési Minisztérium, Budapest. (Lásd még: Csontos-emlékkötet, 17-18. o.)
- „Előszó Durkheim, É.: A társadalmi munkamegosztásról” című kötethez. Szociológia Kutató Intézet, Budapest. (Lásd még: Csontos-emlékkötet, 19-25. o.)

1987
- „Előszó az Olson, M: A nemzetek felemelkedése és bukása” című kötethez. Közgazdasági és Jogi Kiadó, Budapest. (Lásd még: Csontos-emlékkötet, 26-29. o.)
- „Appendix: Wieser's Influence on Schumpeter Richard N. Langlois Schumpeter and the Obsolescence of the Entrepreneur”, April, 1987. Working Paper Paper 91-1503 Department of Economics, University of Connecticut November 1991.  Az (átdolgozott) tanulmány végül itt jelent meg (Függelék nélkül): Advances in Austrian Economics 6: 287-302 (2003).

1989
- „Utószó a Weber, M.: A politika, mint hivatás című kötethez”. Művelődéskutató Intézet, Budapest.
- Szociológiatörténeti szöveggyűjtemény. Szerkesztette: Csontos László MKKE, Budapest

1991
- „On Rat Races, Rate Busters, Output Restriction, and the Informal Organization of Firms”. Working Paper 91-9901, Department of Economics, University of Connecticut.

1992
- „The Doctrine of Internal Relations and the Labor Theory of Value”. Working Paper at the University of Connecticut.

1993
- „Inside the Black Box of the Firm: The Economics of Internal Organization”. Ph.D. disszertáció, University of Connecticut.
- „Max Weber on the Methodological Foundations of Economic Theory”. Working Paper 93-992, Department of Economics, University of Connecticut. Megjelent még: Sociological Review 1998.
- „Optimization, Rule-Following, and the Methodology of Situational Analysis”. (Társszerző: Richard N. Langlois.) Megjelent: Gustafsson, B.-Knudsen, C., Miiki, U. (szerk.): Institutions and Economic Methodology. London, Routledge. (Magyarul:„Optimalizáció, szabálykövetés és a szituációs elemzés módszertana” Csontos-emlékkötet, 50-68. o.)
- „The Leontief Production Function as a Limiting Case of CES”. (Társsszerző: Subhash C. Ray.) Indian Economic Review, 27. évf, 2. sz.

1994
- „Szempontok a privatizáció és a hierarchikus gazdasági szervezetek belső szerkezetének változásai közti összefüggések tanulmányozásához”. Szociológiai Szemle, 4. sz. 83-95. o. (Lásd még Csontos-emlékkötet, 104-115. o.)

1995
- „Fiskális illúziók, döntéselmélet és az államháztartás reformja”. Közgazdasági Szemle, XLII. évf., 1995. 12. sz. (1118-1135. o.)   (Lásd még Csontos-emlékkötet, 83-103. o.)

Angolul: „Fiscal Ilusions, Decision Theory, and Public Sector Reform”. Acta Oeconomica, 47. évf 3-4. sz. 
1996
- „Adótudatosság, fiskális illúziók és a jóléti rendszer reformja”. Társszerzők: Kornai János és Tóth István György. Me Andorka Rudolf-Kolosi Tamás-Vukovich György (szerk.): Társadalmi riport. Tárki, Budapest. 238-271. o.
- „Az állam és polgárai: fiskális csapdák és államháztartási reform az átmeneti gazdaságban”. Társszerző: Tóth István György. Kutatási beszámoló a Pénzügyminisztérium számára. Budapest, TÁRKI, 1996, 53 p.  (Megjelent még: Gács János – Köllő János (szerk.): A "túlzott központosítástól" az átmenet stratégiájáig. Tanulmányok Kornai Jánosnak. Budapest, Közgazdasági és Jogi Könyvkiadó. 1998, 367-384. p. és Csontos emlékkötet, 183-200. o.)
- „Az állampolgár, az adók és a jóléti rendszer reformja”. Társszerzők: Kornai János és Tóth István György. Századvég, Új folyam, 2. sz. 3-28. o. (megjelent még: Csontos emlékkötet, 142-165. o.)  Angolul megjelent: *Tax-Awareness and the Reform of the Welfare State. Discussion Paper 1787, Harvard Institute of Economic Research, Cambridge, Mass.
- „Fiskális járadékszerzés és államháztartási reform”. Európa Fórum, 6. évf, 2. sz. 37-54. o. (Lásd még Csontos emlékkötet, 166-182. o.)
- „Subjectivism and Ideal Types: Lachmann and the Methodological Legacy of Max Weber”. Megjelent: Koppl, R.-Mongiovi, G. (szerk.): Methodological Issues in the Subjectivist Paradigm: Essays in Memory of Ludwig Lachmann. London, Routledge.
- „Túl jón és rosszon: a racionális döntések elméletének recepciója Magyarországon”. Közgazdasági Szemle, 4. sz. (megjelent még: Csontos emlékkötet, 203-208. o.)
- „Mire szolgál és mit jelent a jegybank függetlensége?” Beszélő, III. folyam, 1. évf, 5. sz.
- „Az adófizető állampolgár pénze”. Magyar Hírlap, 29. évf. (1996. november 9.) 262. sz. 7. p. (Társszerzők: Kornai János és Tóth István György)

1997
- „OTKA-zárójelentés a Hierarchikus gazdasági szervezetek gazdaságszociológiai vizsgálata című kutatáshoz”. Kézirat.

„Nyugdíjfinanszírozási rendszerek”. Beszélő, III. folyam, 2. évf, 1. sz. h(megjelent még: Csontos emlékkötet, 255-264. o.)
- "A politika tanulmányozása és a közgazdaságtan”. Közgazdasági Szemle, XLIV. Évf., 1997. július-augusztus (557-568. o.) (Lásd még: Csontos-emlékkötet, 69-82. o.)
- „Az ezredvégi nagy borzongás”. (Társszerző: Király Júlia és László Géza). Közgazdasági Szemle, XLIV. Évf., 1997. július-augusztus (569-596. o.)  (Lásd még: Csontos emlékkötet, 209-254. o.)
- „Elfajzott-e a pénzügyi rendszer?” (Társszerző: Király Júlia és László Géza). Beszélő, III. folyam, 2. évf, július.
- „Max Weber a gazdaságelmélet metodológiai alapjairól”. Szociológiai Szemle 1997/4. (Lásd még: Csontos-emlékkötet, 26-29. o.)

1998
- Tax awareness and the reform of the welfare state. Hungarian Survey Results Archiválva 2022. július 2-i dátummal a Wayback Machine-ben. Economics of Transition, vol. 6 (1998) no. 2. pp. 287-312. (társszerzők: Kornai János és Tóth István György) Megjelent még itt:  Lengyel, György, Rostoványi, Zsolt: The Small Transformation. Society, Economy and Politics in Hungary and the New European Architecture. Transition, Competitiveness and Economic Growth 3. Budapest, Akadémiai Kiadó, 2001, 202-232. p.
- A racionális döntések elmélete (Válogatta Csontos László, előszó: Szántó Zoltán) Osiris kiadó – Láthatatlan kollégium, 1998.

## Fordításai
- Bertalan László (szerk.) [1987]: Magyarázat, megértés és előrejelzés, Tömegkommunikációs Kutatóközpont, Budapest
- Hirschman, A. 0. [1984]: Kivonulás, tiltakozás, hűség, Művelődési Minisztérium; [1996]: Osiris, Budapest
- Olson, M. [1982]: A kollektív cselekvés logikája, Művelődési Minisztérium; [1997]: Osiris, Budapest
- Popkin, S. [1986]: Racionális paraszt, Művelődési Minisztérium, Budapest
- Simon, H. A. [1982]: Korlátozott racionalitás, Közgazdasági és Jogi Könyvkiadó, Budapest
- Stigler, G. J. [1990]: Piac és állami szabályozás, Közgazdasági és Jogi Könyvkiadó, Budapest

## Írások Csontos Lászlóról
- „Csontos László (1953-1997)” Közgazdasági Szemle, XLIV. évf., 1997. július-augusztus (553-556. o.)
- Gál Róbert Iván és Szakadát László (1997) „Csontos László (1953-1997)”, In: Csontos emlékkötet, 7-10. o., ill. Közgazdasági Szemle XLIV. évfolyamának, 1997. július-augusztusi számában (553-556. oldal.)
- Kis János (1997) „Csontos László ravatalánál”, Beszélő, 2. évf., 5. szám

## Könyvismertetések
- Cserne Péter (2001): „Csontos László: Ismeretelmélet, társadalomelmélet, társadalomkutatás (Budapest: Osiris, 1999. Szerk. Szántó Zoltán)”, Szociológiai Szemle 2001/2. 113-119.